# Heterostegane
Heterostegane là một chi bướm đêm thuộc họ Geometridae.